# Chapelle Saint-Phal de Vanvey
La chapelle Saint-Phal est un édifice religieux catholique de style roman situé à Vanvey dans le département de la Côte-d'Or, en France.

## Localisation
La chapelle est située sur une butte au nord-est de Villiers-le-Duc et au sud-est de Vanvey.

## Histoire
Un premier édifice religieux apparaît au VIIIe siècle sur un oppidum protohistorique où une nécropole mérovingienne est identifiée sans cesser d'être utilisée comme cimetière jusqu'à nos jours. Une première chapelle est signalée en 1124. L'édifice actuel qui est à l'origine une église paroissiale commune à Vanvey et Villiers-le-Duc est construit entre le XVe siècle et la première moitié XVIe siècle.
Au cours du XVIIIe siècle ces paroisses édifient chacune en leur centre leur propre église, chacune inscrite depuis à l'inventaire des monuments historiques. L'église Saint-Phal est alors progressivement abandonnée et l'édifice menace ruine au début du XIXe siècle : le transept et la nef doivent être détruits.
En 1885, la découverte de la peinture de l'Annonciation sous le badigeon sauve le bâtiment qui est mis hors-eau. La réfection de la toiture est terminée en 1903.
La peinture murale est classée monument historique en 1965 et l'édifice est inscrit en 1990. À la suite de ce nouveau classement, une réfection totale est entreprise au début du XXIe siècle à l'initiative de l'Association des amis de la chapelle Saint-Phal.

## Architecture
De l'église du XVe – XVIe siècle à plan classique orientée est-ouest, commune aux agglomérations de Villiers-le-Duc et de Vanvey, il ne subsiste que le sanctuaire à cinq pans éclairé de trois verrières et la travée du chœur auxquels un porche a été ajouté au XIXe siècle.

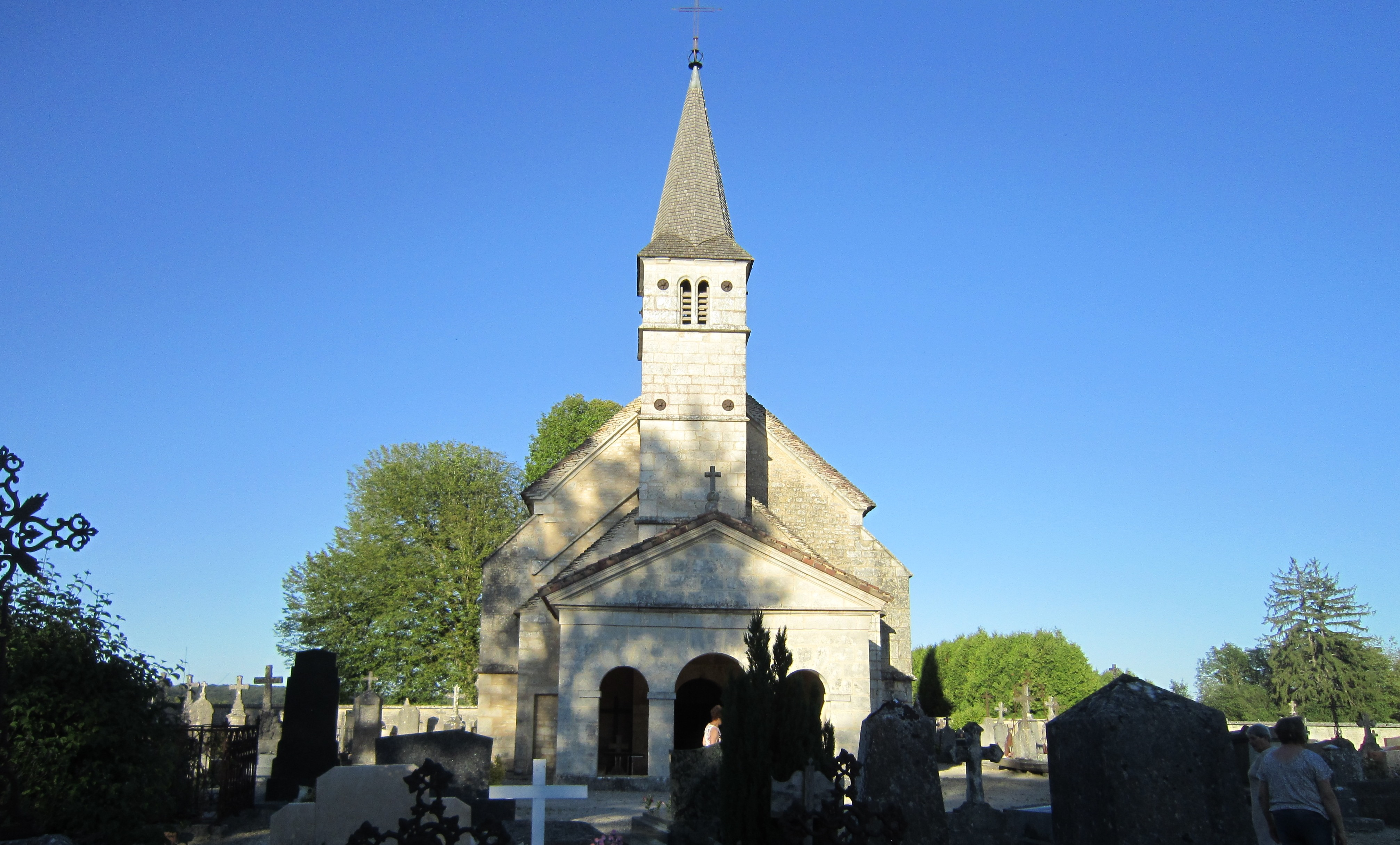
Le porche
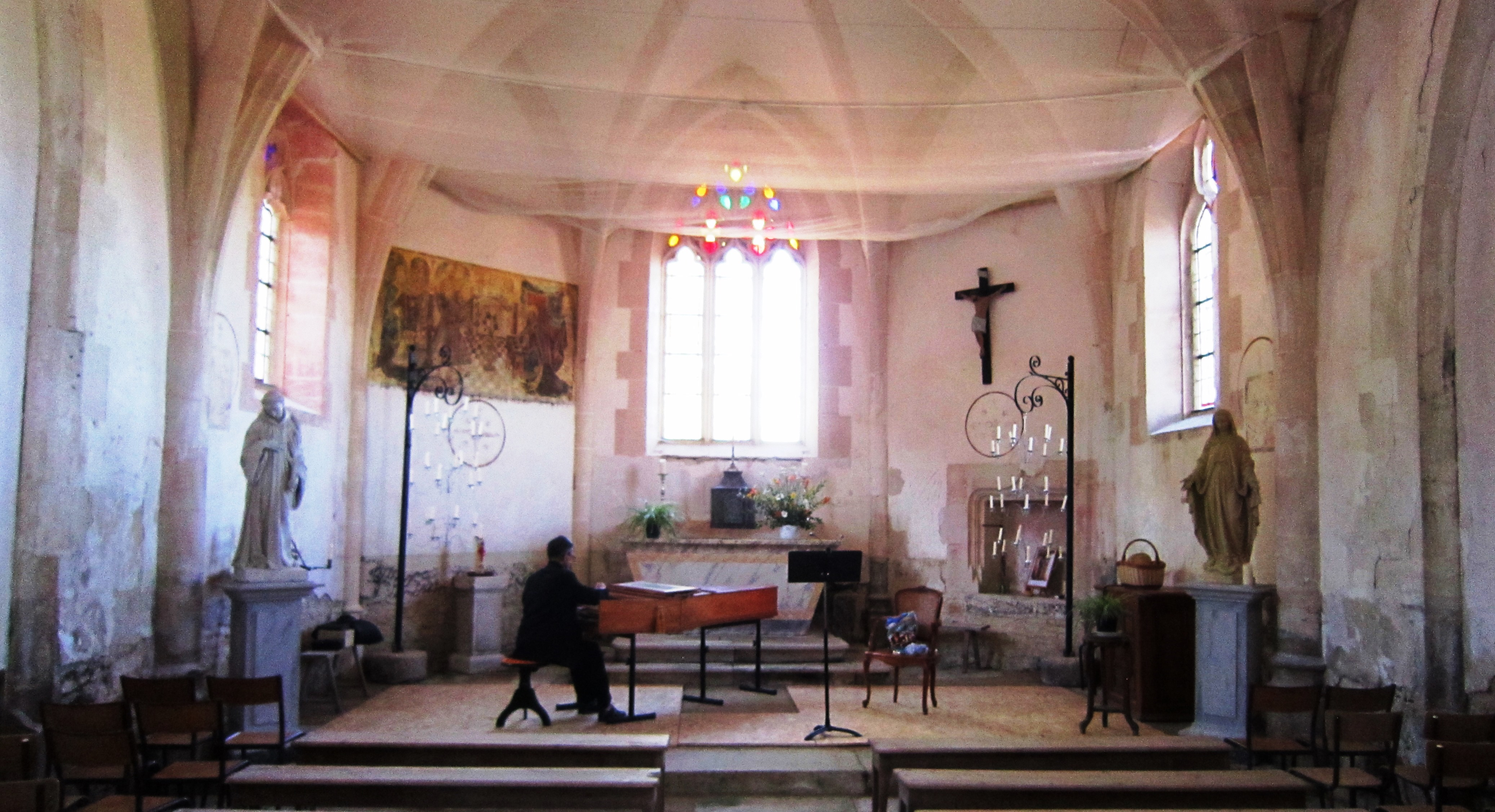
Le chœur

## Mobilier, ornementation
- Peinture murale de l'Annonciation (XVe siècle) sur le mur nord du chœur, classée monument historique en 1965.

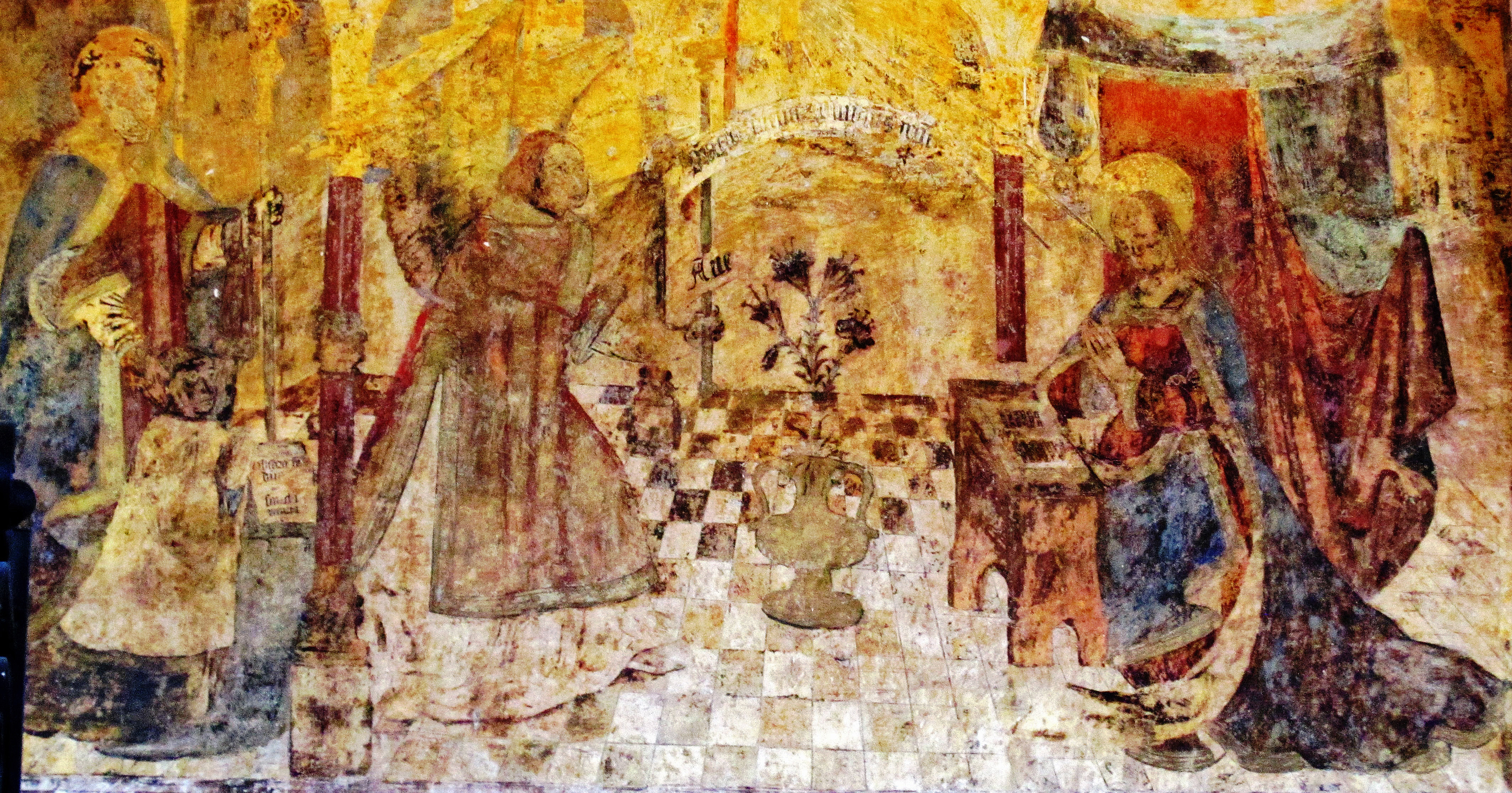
L'Annonciation